# Selef

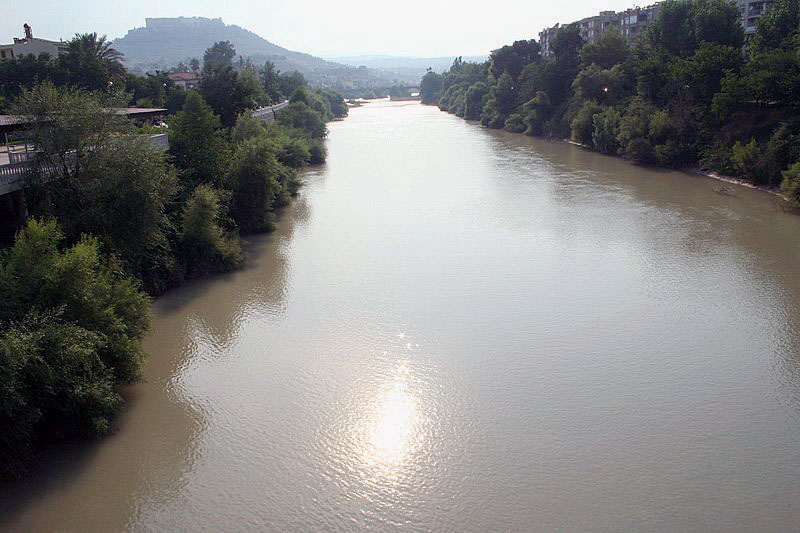
Göksu rivier

De Selef (ook Göksu, Salef of Calycadnus genaamd) is een rivier in het zuiden van Turkije. De rivier heeft twee bronnen die beide in het Taurusgebergte liggen. Deze twee stromen komen samen ten zuiden van de plaats Mut.
De rivier is 260 kilometer lang en mondt uit in de Middellandse Zee bij de kustplaats Silifke aan de zuidkust van Turkije. De rivierdelta van de Selef is, samen met het Akgöl-meer en de Paradeniz-binnenzee, een van de belangrijkste broedplaatsen van het Midden-Oosten. Meer dan 300 vogelsoorten zijn al geobserveerd: flamingo's, roerdompen, bijeneters, nachtegalen, ijsvogels, meeuwen en meerdere zangvogels broeden op deze plaats. Ook de onechte karetschildpad legt hier zijn eieren.
Deze rivier is ook bekend doordat op 10 juni 1190 de bejaarde Duitse keizer Frederik Barbarossa erin verdronk tijdens de Derde Kruistocht, waarna zijn leger uiteenviel. Ter ere van deze keizer is een monument opgericht aan de weg van Silifke naar Mut.
- Gemeinsame Normdatei: 4212366-5
- Virtual International Authority File: 234206264